# Gmina Halliste
Gmina Halliste (est. Halliste vald) – dawna gmina wiejska w Estonii, w prowincji Viljandimaa, istniejąca do 2017.
W wyniku reformy z 2017 roku weszła w skład nowo utworzonej gminy Mulgi.
W skład gminy wchodziły:
- Alevik: Halliste, Õisu.
- 23 wsie: Ereste, Hõbemäe, Kaarli, Kalvre, Kulla, Maru, Mulgi, Mõõnaste, Naistevalla, Niguli, Pornuse, Päidre, Päigiste, Raja, Rimmu, Saksaküla, Sammaste, Tilla, Toosi, Uue-Kariste, Vabamatsi, Vana-Kariste i Ülemõisa.